# رد فعل (فلم)
فيلم رد فعل هو فيلم روائي مصري إنتاج عام 2012.

## ملخص القصة
يحقق الضابط (حسن) في جريمة قتل، ويستعين بالطبيب الشرعي (سعد الدميري) الذي يؤكد عدم وجود شبهة جنائية في الوفاة، ولا يكاد باب التحقيق يغلق في تلك القضية حتى يعاد فتحه بعد وقوع عدة جرائم قتل بنفس العقار، وتحاول (رضوى) الباحثة في الجرائم الأسرية، المساعدة في حل لغز تلك القضية، فتتوصل إلى نتيجة صادمة.

## القصة الكاملة:
طارق سعد الدين (محمود عبد المغني) طبيب شرعي توجه الى مطار القاهرة لإستقبال إبنة خالته رضوى (حورية فرغلي) التي تعيش في أمريكا وجاءت الى مصر لتتم رسالتها في الدكتوراه عن الجرائم الأسرية في أمريكا مقارنة بمثيلاتها في مصر.
كان طارق يعاني منذ صغره من أزمة نفسية، فقد مات ابوه اثناء انفعاله في حفل أقامه أصدقاءه، وزرعت امه بداخله ان أصدقاءه هم الذين قتلوه، فعزم على قتلهم جميعا، ولكنه عندما كبر كانوا قد ماتوا جميعا عدا الممثلة نوال عزمي فقتلها، ويبدوا انه استراح نفسيا وأتى العلاج معه بنتيجة مرضية فقد شفى من أزمته.
قام المقدم حسن الشرقاوي (عمرو يوسف) بتكليفه بتشريح جثة الطبيب توفيق رجب عبد القوي الذي مات بعد حفل أقامه له جيرانه بعمارته السكنية، ولما كان توفيق صديقا لوالده ممن يدافعون عنه، فقد أحيا موته أزماته الكامنه بداخله وقررالانتقام لوالده من أصدقاء صديق والده.
كان سكان العماره خليط من نماذج بشرية غير سوية، والمرتبطة ببعضها البعض في سلسلة من المصالح، منهم منتصر شكري (رؤوف مصطفى) أستاذ جامعي ورئيس حزب معارض ومحترف انتخابات، فهو يقبض من رجال الاعمال ليشتري الأصوات لمن يريد نجاحه، وكان منهم رجل الاعمال كمال سليم (ماجد عبد العظيم) القاطن بنفس العمارة، والذي كان يتاجر في أراضي الدولة، ويساعده المحامي العقر بنفس العماره جميل الاسيوطي (محمود الجندي) وهو محترف مستندات مزورة وقانونية، وتتولى جارتهم تهاني عثمان (انتصار) نائب تحرير جريدة الصباح تحسين صورتهم بالكتابة الصحفية وتمدهم بمعلومات عن الاراضي، فيدفع كمال، ويتولى جميل التسجيل، ويروج لهم منتصر، اما خامسهم فهو جارهم الجواهرجي نجيب عبد النور (علاء زينهم) المتعامل مع الألماظ المهرب، فيتولى تحويل مايصل اليهم من عمولات الى ألماظ، ومن باقي السكان كارم فتح الله (سيد صادق) تاجر السيارات والممثلة الشابة اللعوب شهد (دنيا المصري) والصيدلانية إيفيت راغب (رشا سامي) وصاحب العماره حاج طه (صبري عبد المنعم) وقد نسى المقدم حسن عند طارق ملف التحقيقات مما أفاد طارق في معرفة كل المعلومات عن سكان العماره.
فبدأ بكمال سليم الذي ذبحه وألقاه من شرفة منزله، ثم ذبح الجواهرجي نجيب على السلم، وذبح تاجر السيارات كارم في الاسانسير، وعندما رأت تهاني الجثة أصيبت بإغماء وإرتطمت رأسها بالأرض ونقلت للمستشفى فقتلها بوضع مادة قاتلة في المحاليل، ليكون القتل بإسلوب مختلف، حتى يضلل المباحث، اما شهد فقد قتلها بالطرق على رأسها في الفندق، ومنتصر مات مخنوقا في دورة المياة، وقام بصدم جميل بسيارته، ولكن وجود علبة السجائر المكتوب عليها (كعادة طارق) في مكان الحادث فدلت عليه، فتم القبض عليه وأودع مصحة نفسية.

## أبطال الفيلم
| - محمود عبد المغني: طارق سعد الدميري - عمرو يوسف: ضابط المباحث حسن - حورية فرغلي: رضوى - محمود الجندي: المحامي جمال الأسيوطي - انتصار:الصحفية تهاني عثمان | - دنيا المصري:الممثلة شهد - صبري عبد المنعم: الحاج طه - رؤوف مصطفى:منتصر شكري - علاء زينهم: نجيب عبد النور - سيد صادق:كارم فتح الله | - ماهر ماهر:ألظابط - ماجد عبد العظيم: كمال سالم - رشا سامي: ممثله - أحمد الطماني - شاكر عبد الحي | - زيزي محمد - أحمد حلاوة: طبيب نفسي - أحمد نيس - محمد جمال العدل - هالة صدقي: ضيف شرف (والدة طارق) |

- سناء طاهر: طليقة الضابط
- مصطفى شاكر: النقيب عمر مسعود

## أغنية الفيلم
الأغنية الدعائية لفيلم رد فعل قدمها الفنان إيساف وتحمل اسم "أنا مين"

## روابط خارجية
- رد فعل على موقع IMDb (الإنجليزية)
- رد فعل على موقع نتفليكس (الإنجليزية)
- رد فعل على موقع الدهليز
- رد فعل على موقع قاعدة بيانات الأفلام العربية
- رد فعل على موقع قاعدة بيانات الفيلم (الإنجليزية)
- رد فعل على موقع ليتربوكسد (الإنجليزية)